# 李斯
李斯（前280年—前208年），楚國上蔡（今河南省上蔡縣西南方）人，秦朝政治家、文學家和書法家。李斯曾任秦朝左丞相，司馬遷著《史記》，將李斯和趙高併寫於《李斯列傳》。或說字通古。早年为上蔡郡的小吏，负责掌管文书，后和韓非师从荀子學習帝王之術，後來都成為诸子百家中法家學說的代表人物。李斯学成后进入秦国，为秦相文信侯吕不韦的舍人，文信侯很赏识李斯，任他做郎官。后劝说秦王政攻灭东方六国是勢之所在，須把握時機而為之，及後被任命为长史。秦王政采纳其计谋，遣谋士持金錢到山东六国去遊說，离间各国君臣，又任命其为客卿。秦王政十年（前237年）由于一位姓鄭名國之水利工程師以修筑渠道为名，其實是為韓國来到秦国做间谍，秦王下令驱逐六国客卿。李斯上《谏逐客书》阻止，被秦王政所采纳，不久官至廷尉。在秦滅六國之戰的事业中貢獻良多。
秦统一六國后，李斯与丞相王绾、御史大夫冯劫等议定尊秦王尊号为皇帝。李斯主张郡县制，反对分封制；又主张焚毁民间所收藏诸子百家之书。李斯还参与了秦朝诸多制度建设，对后世影响深远。秦始皇死后，李斯为保身，与赵高陷害秦始皇长子公子扶苏，立秦始皇幼子胡亥为皇帝，后被赵高所害，诛灭三族。

## 生平

### 早年生涯
李斯是楚国上蔡人。李斯年少时，曾在上蔡当掌管文书的小吏。有一次，他看到办公处附近厕所的老鼠在吃脏东西，每逢有人或狗走来时，就受惊逃跑。后来李斯又走进粮仓，看到粮仓中的老鼠，吃的是屯积的粟米，住在大屋子之下，不用担心人或狗惊扰。于是李斯就慨然叹息道：“一个人有没有出息，就如同老鼠一样，只是由自己所处的环境决定的罢了！”
于是李斯就跟荀卿学习帝王治理天下的学问。学业完成之后，李斯估量楚考烈王不值得侍奉，而六国国势都已衰弱，没有为它们建功立业的希望，就想西行到秦国去。在临行之前，向荀子辞行说：“李斯听说一个人若遇到机会，千万不可松懈错过。如今万乘都争取时机，游说之士掌握实权。现在秦王想吞并各国，称帝治理天下，这正是布衣出身的政治活动家和游说之士奔走四方、施展抱负的好时机。地位卑贱，而不想着去求取功名富贵，就如同禽獸一般，只等看到现成的肉才想去吃，白白长了一副人的面孔勉强直立行走。所以最大的耻辱莫过于卑贱，最大悲哀莫过于贫穷。长期处于卑贱的地位和贫困的环境之中，却还要非难社会、厌恶功名利禄，标谤自己与世无争，这不該是士子的本愿。所以李斯要到西方去游说秦王了。”

### 入秦仕官
李斯到秦国之后，恰逢秦庄襄王去世，秦王政即位，李斯就请求充当秦丞相文信侯吕不韦的舍人。吕不韦很赏识他，任命他为郎官。这使得李斯有游说秦王政的机会，他对秦王政说：“平庸的人往往失去时机，而成大功业的人就在于能利用机会并能下狠心。从前秦穆公虽称霸天下，但最终没有东进吞并函谷关以东，这是什么原因呢？原因在于诸侯国的數量还多，周王室的德望也没有衰落，因此五霸交替兴起，相继推尊周王室。自从秦孝公以来，周王室卑弱衰微，诸侯之间互相兼并，函谷关以东地区化为六国，秦国已经有六代君王乘胜奴役诸侯了，现今诸侯服从秦国就如同地方官服从中央政府一样。以秦国的强大，大王的贤明，就像扫除灶上的灰尘一样，足以扫平诸侯，成就帝业，使天下统一，这是万世难逢的一个最好时机。倘若现在懈怠而不抓紧此事的话，等到诸侯再强盛起来，又订立合纵的盟约，即使有黄帝一样的贤明，也不能吞并它们了。”秦王政于是任命李斯为长史，听从了他的计谋，暗中派遣谋士带着金錢、絲帛去诸侯国游说。对能收买的名士，就赠送厚礼加以收买；不能收买的，就派人行刺。这些都是离间诸侯国君臣关系的计策，紧接着，秦王政就派优良将领随后攻打诸侯。秦王政也任命李斯为客卿。

### 受到重用
秦王政十年（前237年）原籍衞國帝丘的吕不韦因嫪毐谋反，遭牵连而免除相位。恰在此时韩国水工郑国以修筑水渠为名，来到秦国做间谍，不久被发觉。秦宗室和大臣们对此事颇为不满，都对秦王政说：“从各诸侯国来奉事秦王的人，大都是为他们的国君游说，以离间秦国而已，请求大王把客卿一概驱逐。”李斯也在计划好的要驱逐的客卿之列。于是李斯就上了有名的《諫逐客書》，说：
臣闻吏议逐客，窃以为过矣。
昔穆公求士，西取由余于戎，东得百里奚于宛，迎蹇叔于宋，来邳豹、公孙支于晋。此五子者，不产于秦，而穆公用之，并国二十，遂霸西戎。孝公用商鞅之法，移风易俗，民以殷盛，国以富强，百姓乐用，诸侯亲服，获楚、魏之师，举地千里，至今治强。惠王用张仪之计，拔三川之地，西并巴、蜀，北收上郡，南取汉中，包九夷，制鄢、郢，东据成皋之险，割膏腴之壤，遂散六国之众，使之西面事秦，功施到今。昭王得范雎，废穰侯，逐华阳，强公室，杜私门，蚕食诸侯，使秦成帝业。此四君者，皆以客之功。由此观之，客何负于秦哉！向使四君却客而不内，疏士而不用，是使国无富利之实，而秦无强大之名也。
今陛下致昆山之玉，有随和之宝，垂明月之珠，服太阿之剑，乘纤离之马，建翠凤之旗，树灵鼍之鼓。此数宝者，秦不生一焉，而陛下说之，何也？必秦国之所生然后可，则是夜光之璧，不饰朝廷；犀象之器，不为玩好；郑、卫之女不充后宫，而骏良駃騠不实外厩，江南金锡不为用，西蜀丹青不为采。所以饰後宮，充下陈，娱心意，说耳目者，必出于秦然后可，则是宛珠之簪，傅玑之珥，阿缟之衣，锦绣之饰不进于前，而随俗雅化，佳冶窈窕，赵女不立于侧也。夫击瓮叩缶弹筝搏髀，而歌呼呜呜快耳者，真秦之声也；《郑》、《卫》、《桑间》，《韶》、《虞》、《武》、《象》者，异国之乐也。今弃击瓮叩缶而就《郑》、《卫》，退弹筝而取《昭》、《虞》，若是者何也？快意当前，适观而已矣。今取人则不然。不问可否，不论曲直，非秦者去，为客者逐。然则是所重者在乎色乐珠玉，而所轻者在乎人民也。此非所以跨海内、制诸侯之术也。
臣闻地广者粟多，国大者人众，兵彊则士勇。是以太山不让土壤，故能成其大；河海不择细流，故能就其深；王者不却众庶，故能明其德。是以地无四方，民无异国，四时充美，鬼神降福，此五帝三王之所以无敌也。今乃弃黔首以资敌国，却宾客以业诸侯，使天下之士退而不敢西向，裹足不入秦，此所谓“借寇兵而赍盗粮”者也。夫物不产于秦，可宝者多；士不产于秦，而愿忠者众。今逐客以资敌国，损民以益雠，内自虚而外树怨于诸侯，求国无危，不可得也。
因此，秦王就废除了逐客令，恢复了李斯的官职，最终采用了他的计谋，李斯的官位也升到了廷尉。

### 謀害韓非

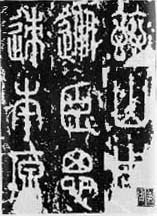
泰山刻石（拓本）為李斯手書

韩非是一位韓國公子，他精通儒學與黄老，並將這些思想用於法家之上。韩非口吃，不善于讲话，但擅长于著书立说。韩非和李斯都是大儒荀卿的学生，但李斯自知学识比不上韩非。
韩非看到韩国渐渐衰弱下去，屡次上书规劝韩王，但韩王没有采纳他的意见。当时韩非痛恨治理国家不致力于修明法制，不能凭借君王掌握的权势用来驾驭臣子，不寻求任用能富国强兵的法家英傑，反而任用夸夸其谈、对国家有害的儒家跟縱橫家之士，并且让他们的地位高于讲求功利实效的人。他认为儒家用经典文献扰乱国家法度，而游侠凭借着武力违犯国家禁令。国家太平时，君主就宠信那些徒有虚名假誉的人，形势危急时，就使用那些披甲戴盔的武士。现在国家供养的人并不是所要用的，而所要用的人又不是所供养的。他悲叹廉洁正直的人不被邪曲奸枉之臣所容，他考察了古往今来的得失变化，写了《孤愤》、《五蠹》、《内外储》、《说林》、《说难》等十余万字的著作。
有人把韓非的著作传到秦国。秦王政见到《孤愤》、《五蠹》这些文章，说：“唉呀，我要见到这个人并且能和他交往，就是死也不算遗憾了。”李斯说：“这是韩非撰写的书。”秦王政因此立即攻打韩国。起初韩王安不重用韩非，等到情势吃紧，才派遣韩非出使秦国。秦王政雖然很喜欢他，但還没任用他當大官。李斯、姚賈嫉妨韩非，在秦王政面前詆毁他说：“韩非，是韩国公族子弟。现在大王要吞并各国，韩非到头来还是要帮助韩国而不帮助秦国，这是人之常情啊。如今大王不任用他，在秦国留的时间长了，再放他回去，这是给自己留下的祸根啊。不如给他加个罪名，依法处死他。”秦王政认为他说的对，就下令司法官吏给韩非定罪。李斯派人给韩非送去了毒药，叫他自鴆。韩非想要当面向秦王政陈述是非，又不能见到。后来秦王政后悔了，派人去赦免他，但韩非已经死了。

### 協助帝業

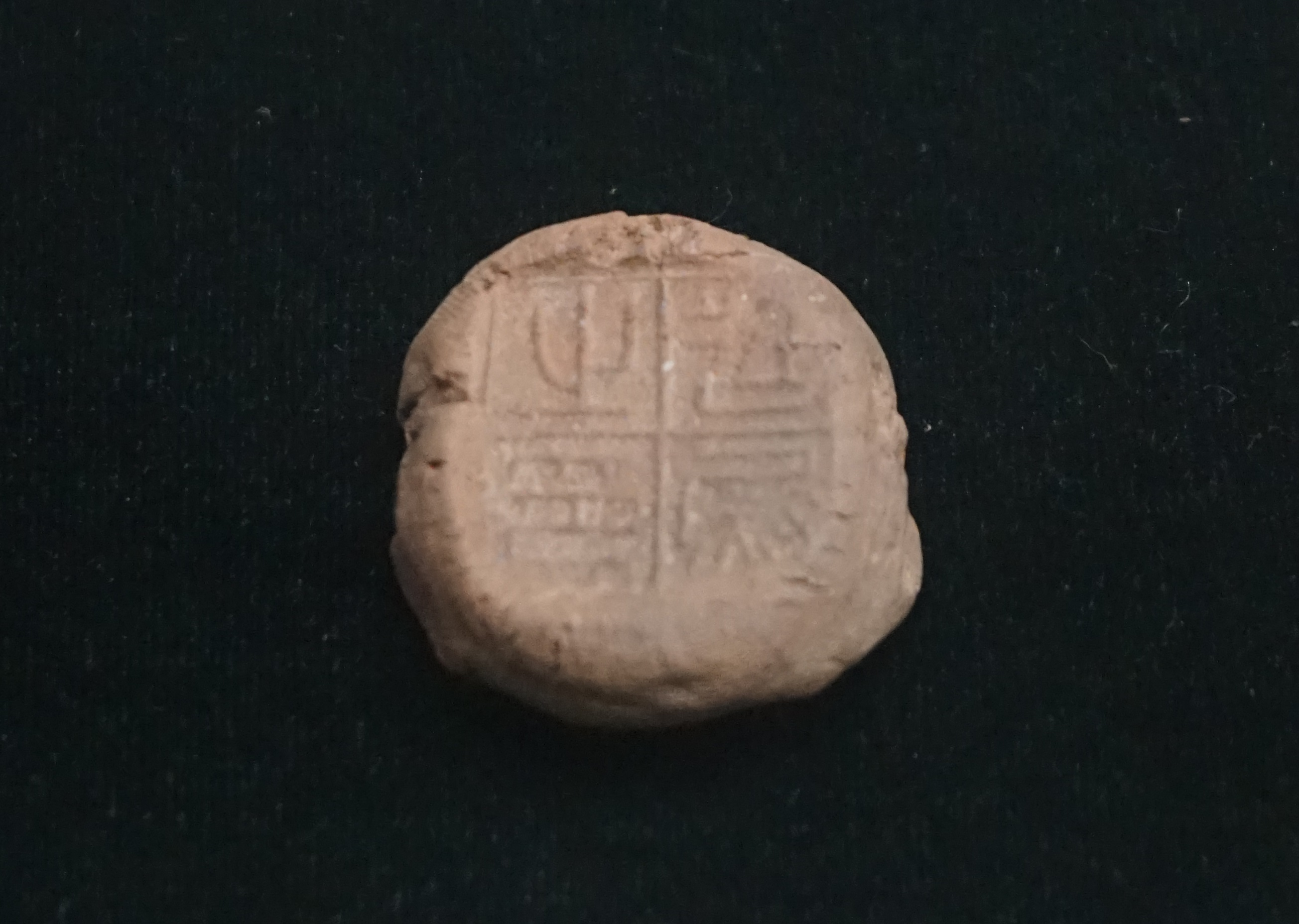
“廷尉之印”封泥。

秦王政二十六年（前221），秦国攻灭齐国，统一中原。秦王政命令丞相王绾、御史大夫冯劫说：“从前韩王交出土地献上印玺，请求做守卫边境的臣子，不久又背弃誓约，与赵国、魏国联合反叛秦国，所以我派兵去讨伐他们，俘虏了韩王。我认为这很好，因为这样或许就可以停止战争了。赵王派他的相国李牧来订立盟约，所以归还了他们抵押在这里的质子。不久他们就违背了盟约，在太原反抗我们，所以我们派兵去讨伐他们，俘获了赵王。赵公子嘉竟然自立为代王，所以就派兵去灭了赵国。魏王起初已约定归服于秦，不久却与韩国、赵国合谋袭击秦国，秦国官兵前去讨伐，终于打败了他们。楚王献出青阳以西的地盘，不久也背弃誓约，袭击我南郡，所以派兵去讨伐，俘获了楚王，终于平定了楚地。燕王昏乱糊涂，他的太子丹竟然暗中派荆轲来做刺客，秦国官兵前去讨伐，灭掉了他的国家。齐王采用后胜的计策，继绝了与秦国的使節来往，想要作乱，秦国官兵前去讨伐，俘虏了齐王，平定了齐地。我凭着这个渺小之身，兴兵诛讨暴乱，靠的是祖宗的神灵，六王都依他们的罪过受到了应有的惩罚，天下安定了。现在如果不更改名号，就无法显扬我的功业，传给后代。请各位商议我的稱号。”丞相王绾、御史大夫冯劫、廷尉李斯等都说：“从前五帝的土地纵横各千里，外面还划分有侯服、夷服等地区，诸侯有的朝见，有的不朝见，天子不能控制，现在您兴正义之师，讨伐四方残贼之人，平定了天下，在全国设置郡县，法令归于一统，这是亘古不曾有，五帝也比不上的。我们恭谨地跟博士们商议说：‘古代有天皇、有地皇、有泰皇，泰皇最尊贵。’我们这些臣子冒死罪献上尊号，王称为‘泰皇’。发教令称为‘制书’，下命令称为‘诏书’，天子自称为‘朕’。秦王同意，但说：“去掉‘泰’字，留下‘皇’字，采用上古‘帝’的位号，称为‘皇帝’，其它就按你各位议论的办。”秦王又追尊先王为太上皇，又下令说：“我听说上古有号，而没有谥。中古有号，死后根据生前品行事迹，给个谥号。这样做，就是儿子议论父亲，臣子议论君主了，非常不對，我不採取这种做法。从今以后，废除谥法。我就叫做始皇帝，后代就从我这儿开始，称二世、三世直到万世，永远相传，没有穷尽。”
秦始皇按照五行相克、终始循环的五德終始原理进行推求，认为周朝占有火德属性，如果秦朝要取代周朝，就必须以水剋火，故现在是水德开始之年，为顺天命，要更改每年的正朔，以十月初一作為元旦。群臣朝见拜贺都在十月初一这一天。衣服、符节和旗帜的装饰，都崇尚水德代表的黑色。因为水德属阴，而《易》卦中表示阴的符号阴爻叫做“六”，就把数目以十為上，改成以六为终极，所以符节和御史所戴的法冠都规定为六寸，车宽为六尺，六尺为一步，君王的一辆车要有六匹马來拉，並把黄河改名为“德水”，以此来表示水德的开始。刚毅严厉，一切事情都依法律决定，刻薄寡恩，不讲仁爱恩惠，沒有和睦情义，这样才符合五行中水德嚴峻的特質，于是百姓動輒犯法，久久不能得到赦免。
丞相王绾等人进言说：“诸侯刚刚被打败，燕、齐、楚地处偏远，不给那些地方设王，就无法镇抚。请封立诸公子为王，希望皇上恩准。”秦始皇把这个建议下交给群臣商议，群臣都认为这样做有利。身为廷尉的李斯发表意见说：“周文王、周武王分封子弟和宗親亲属很多，可是他们的后代逐渐疏远了，互相攻击，就像仇人一样，诸侯之间彼此征战，周天子也无法阻止。现在天下靠您的神武威靈才获得统一，都划分成了郡县，对于诸公子和功臣，用公家的赋税重重赏赐，非常容易控制他們。天下人没有不安分的心，才是使天下安宁的好办法。设置诸侯没有好处。”秦始皇说：“以前，天下人都苦于连年战争无止无休，就是因为有那些诸侯王。现在我靠祖宗的神灵保佑，才把天下刚刚安定下來，如果又设立诸侯国，这等于是又挑起战争了，想要求得天下安宁，岂不困难吗？廷尉的話是对的。”于是秦始皇采纳李斯的建议，未册封诸侯，而是把全国分为三十六郡。每郡设置郡守、郡尉、监御史，分别掌管郡的行政、军事、监察职务，互相牵制。不久，李斯取代王绾成为丞相。
秦始皇三十四年（前213年），在咸阳宫设宴招待群臣，博士仆射周青臣等人称颂秦始皇的武威盛德。齐人淳于越劝谏道：“我听说殷商和周朝统治达一千多年，分封子弟及功臣做为膀臂辅翼。而现在陛下您虽统一天下，但子弟却还是平民百姓，若一旦出现了田常、六卿夺权篡位的祸患，在朝中又没有强而有力的辅佐之臣，靠谁来相救呢？办事不学习古代经验而长期统治的朝代，我还没有听说过。现在周青臣等人又当面阿谀奉承以加重您的错误，不是忠臣。”秦始皇把这种议论交给李斯处理，李斯认为这种论点荒谬，因此废弃不用，于是就上书说：
古者天下散乱，莫能相一，是以诸侯并作，语皆道古以害今，饰虚言以乱实，人善其所私学，以非上所建立。今陛下并有天下，别白黑而定一尊；而私学乃相与非法教之制，闻令下，即各以其私学议之，入则心非，出则巷议，非主以为名，异趣以为高，率群下以造谤。如此不禁，则主势降乎上，党与成乎下。禁之便。臣请诸有文学《诗》、《书》、百家语者，蠲除去之。令到满三十日弗去，黥为城旦。所不去者，医药、卜筮、种树之书。若有欲学者，以吏为师。
五帝不相复，三代不相袭，各以治，非其相反，时变异也。今陛下创大业，建万世之功，固非愚儒所知。且越言乃三代之事，何足法也？异时诸矦并争，厚招游学。今天下已定，法令出一，百姓当家则力农工，士则学习法令辟禁。今诸生不师今而学古，以非当世，惑乱黔首。丞相臣斯昧死言︰古者天下散乱，莫之能一，是以诸矦并作，语皆道古以害今，饰虚言以乱实，人善其所私学，以非上之所建立。今皇帝幷有天下，别黑白而定一尊，而私学乃相与非法教之制，闻令下，则各以其私学议之，入则心非，出则巷议，夸主以为名，异取以为高，率群下以造𧩂。如此弗禁，则主势降乎上，党与成乎下，禁之便。臣请史官非秦记皆烧之；非博士官所职，天下敢有藏《诗》、《书》、百家语者，悉诣守尉杂烧之。有敢偶语《诗》、《书》弃市，以古非今者族。吏见知不举者，与同罪。令下三十日不烧，黥为城旦。所不去者，医药卜筮种树之书。若欲有学法令，以吏为师。
秦始皇批准了他的建议，燒了諸侯史記，《诗》、《书》和诸子百家的著作，以便使人民愚昧无知，使天下人无法用古代之事来批评当前朝廷。史记独藏周室，以故灭。獨有《秦紀》，又不載日月，其文略不具。而诗书所以复见者，多藏人家。秦始皇修明法制，制定律令。统一文字，在全国各地修建离宫别馆。秦始皇三十五年（前212年），秦始皇又四出巡视，平定了四方少数民族，这些措施，李斯都出了不少力。
李斯的长子李由担任三川郡守，李斯的儿子们娶的是秦公主，女儿们嫁的都是秦公子。三川郡守李由请假回咸阳时，李斯在家中设下酒宴，文武百官都前去给李斯敬酒祝贺。门前的车马数以千计。李斯慨然长叹道：“唉呀！我听荀卿说过‘事物的發展，不能太盛’。我李斯原是上蔡的平民，街巷里的百姓，皇帝不了解我才能低下，才把我提拔到这样高的地位。现如今做臣子的没有人比我职位更高，可以说是富贵荣华到了极点。然而事物发展的极点就要开始衰落，我还不知道归宿在何方啊！”

### 合謀易儲
秦始皇三十七年（前210年），秦始皇巡游会稽山，并沿海北上到达琅琊山，期间公子胡亥、丞相李斯和中车府令兼符玺令赵高随同前往。同年六月，秦始皇巡游到平原津时患病，到达沙丘宫平台时已经病危。秦始皇立遗诏召公子扶苏回咸阳为其主持葬礼，遗诏还没交给使者发出时秦始皇已经驾崩，随行者只有公子胡亥、李斯和赵高以及五六个亲信宦官知道秦始皇去世的消息。李斯认为皇帝在外驾崩，国内储君未定，应当封锁消息，于是将秦始皇的遗体安放在一辆既保温又通风凉爽的车子中，百官奏事及进献饮食还和往常一样，又派一名宦官假扮秦始皇批阅奏折。
赵高扣留了秦始皇的遗诏，对胡亥说：“陛下驾崩了，没有诏书封诸子为王，而只赐给长子扶苏一封诏书，扶苏到达咸阳后就登基，而你却连寸土的封地也没有，你准备怎么办？”胡亥说：“我听说过圣明的君主最了解臣子，圣明的父亲最了解儿子。父亲临终既然未下令分封诸子，那还有什么可说的呢？”赵高说：“并非如此，如今天下的形势，都在你、我和丞相李斯的手里掌握着，希望你三思。更何况驾驭群臣和向别人称臣，统治别人和被别人统治能一样吗？”胡亥说：“废长立幼，这是不义；不服从父亲的诏命而惧怕死亡，这是不孝；自己的才能浅薄而依靠别人的帮助勉强登基，这是无能，这三件事都是大逆不道的，天下人也会不服我，我自受其害，国家也会因此而灭亡。”赵高说：“我听说过商汤、周武王杀死他们的君主，天下人都称赞他们的行为符合道义，不能算是不忠。卫出公为了平乱，出兵欲杀他的父亲蒯聩，而卫国人称颂他的功德，孔子记载了这件事，不能算是不孝。更何况成大事者不拘小节，行大德也用不着再三谦让，顾忌小节而忘记大事，日后必生祸害；关键时刻犹豫不决，将来一定会后悔，希望你按我说的去做。”胡亥长叹一声说：“现在陛下大行，还未发丧，丧礼也未结束，这样怎么去求丞相呢？”赵高说：“时间啊时间，短到来不及谋划了。把餐点带在身上不吃，骑马飞奔，还怕迟了时间呢！”
成功说服胡亥后，赵高指出计划要想成功必须得到丞相李斯的同意，并向胡亥推荐自己亲自前去说服李斯。赵高对李斯说：“陛下驾崩，遗诏未送出，没人知道这件事，陛下赐给扶苏的诏书和符玺都在胡亥手里，立谁为太子只在于你我的一句话而已，你看这件事该怎么办？”李斯说：“你怎么能说出这种亡国的话呢？这不是你我做为人臣应当议论的事！”赵高说：“您和蒙恬相比，谁更有本事？谁的功劳更高？谁的谋略深远不失误？天下百姓更拥戴谁？与长子扶苏的关系谁更好？”李斯说：“在这五个方面我都不如蒙恬，但您为什么这样苛求于我呢？”赵高说：“我在秦宫管事二十多年，还未曾见过被罢免的丞相功臣有封爵能传给下一代的，结果都是以被杀而告终。皇帝有二十多个儿子，长子扶苏刚毅而且勇武，即位之后一定要用蒙恬担任丞相，您最终也是不能怀揣着通侯之印告老还乡了。我受皇帝之命教育胡亥，教他学习法律已经有好几年，还没见过他有什么过失。他慈悲仁爱、诚实厚道、轻视钱财、尊重士人、心里聪明但不善言辞、竭尽礼节尊重贤士。在秦始皇的儿子中，没人能赶得上他，可以立为继承人，您考虑一下再决定。”李斯说：“我李斯只执行皇帝的遗诏，自己的命运听从上天的安排，有什么可考虑决定的呢？”赵高说：“看似平安却可能是危险的，危险又可能是平安的。在安危面前不早做决定，又怎么能算是圣明的人呢？”李斯说：“我李斯本是上蔡街巷里的平民百姓，承蒙皇帝提拔，让我担任丞相，封为通侯，子孙都能得到尊贵的地位和优厚的待遇，所以皇帝才把国家安危存亡的重任交给了我，我又怎么能辜负了他的重托呢？忠臣不因怕死而苟且从事，孝子不因过分操劳而损害健康，做臣子的各守各的职分而已。请您不要再说了，不要让我李斯也跟着犯罪。”赵高说：“我听说圣人并不循规蹈矩，而是适应变化、顺应潮流，看到苗头就能预知根本，看到动向就能预知归宿，事物的发展规律本来就是如此，哪里有什么一成不变的道理呢？现如今天下的权力和命运都掌握在胡亥手里，我赵高能猜出他的心志。更何况从外部来制服内部就是逆乱，从下面来制服上面就是反叛。所以秋霜一降花草随之凋落，冰消雪化万物随之重生，这是自然界的必然规律，您怎么连这些都没看到呢？”李斯说：“我听说晋献公更换太子，晋国三代不得安宁；齐桓公兄弟争夺君位，哥哥公子纠被杀死；商纣王杀死比干，又不听从箕子、微子的劝谏，都城夷为废墟，随着危及社稷。这三件事都违背天命，所以才落得宗庙没人祭祀。我李斯怎么能参与这种阴谋呢？”赵高说：“上下齐心协力，事业可以长久；内外配合如一，就不会有什么差错。您听从我的计策，就会长保封侯，并永世相传，一定有仙人王子乔、赤松子那样的长寿，孔子、墨子那样的智慧。现在放弃这个机会而不听从我的意见，一定会祸及子孙，足以令人心寒。善于为人处世，相机而动的人是能够转祸为福的，您想想该怎么办吧。”李斯仰天长叹，挥泪叹息道：“唉呀！偏偏遭逢乱世，既然已经不能以死尽忠了，何处将寄托我的命运呢？”在赵高的威逼利诱下，李斯赞同了赵高和胡亥的计划。赵高回报胡亥说：“我是奉太子您的命令去通知丞相李斯的，他怎么敢不服从命令呢？”
赵高与李斯合谋更改秦始皇的遗诏，改立胡亥为太子，又派使者矫诏以戍边无功和诽谤不孝的罪名赐死扶苏；以为臣不忠的罪名赐死蒙恬，将兵权交予副将王离。扶苏得到诏书后自杀，蒙恬不肯自杀，被囚禁于阳周。胡亥、李斯、赵高三人得知消息后大喜，率巡游部队从井陉山经九原郡返回咸阳。因途中路程较长遇到暑季，秦始皇的尸体开始腐烂变臭，李斯、赵高等命随从官员每车装载一石鲍鱼，来掩盖尸体散发的臭气。巡游部队回到咸阳后为秦始皇发丧，胡亥正式登基为帝，为秦二世皇帝，赵高因功加封为郎中令，在宫中辅佐皇帝。秦二世即位后又采纳赵高的建议，仿效秦始皇巡游天下、立碑刻石，威服海内。

### 阿顺苟合
秦二世即位后，法令诛罚日益残酷，群臣上下人人自危，想反叛的人很多。秦二世又建造阿房宫，修筑直道、驰道，赋税越来越重，戍徭没完没了。于是从楚地征来戍边的士卒陈胜、吴广等人就起来造反，起兵于崤山以东，杰俊蜂拥而起，自立为侯王，反叛秦朝，他们的军队一直攻到鸿门才退去。左丞相李斯和右丞相冯去疾、御史大夫冯劫多次想找机会进谏，但二世不允许。二世反倒责备李斯说：“我有个看法，是从韩非那里听来的，他说‘尧统治天下，殿堂只不过三尺高，柞木椽子直接使用而不加砍削，茅草做屋顶而不加修剪，即使是旅店中住宿的条件也不会比这更艰苦的了。冬天穿鹿皮袄，夏天穿麻布衣，粗米作饭，野菜作汤，用土罐吃饭，用土钵喝水，即使是看门人的生活也不会比这更清寒的了。禹凿开龙门，开通大夏水道，又疏通多条河流，曲折地筑起多道堤防，决积水引导入海，大腿上没了白肉，小腿上没了汗毛，手掌脚底都结满了厚茧，面孔漆黑，最终还累死在外，埋葬在会稽山上，即使是奴隶的劳苦也不会比这更厉害了’。然而把统治天下看得无尚尊贵的人，其目的难道就是想操心费力，住旅店一样的宿舍，吃看门人吃的食物，幹奴隶幹的活计吗？这些事都是才能低下的人才努力去干的，并非贤明的人所从事的。那些贤明的人统治天下的时候，只是把天下的一切都拿来满足自己的欲望而已，这正是把统治天下看得无尚尊贵的原因所在。人们所说的贤明之人，一定能安定天下、治理万民，倘若连给自己捞好处都不会，又怎么能治理天下呢！所以我才想恣心广欲，永远享有天下而没有祸害。这该怎么办呢？”李斯的儿子李由任三川郡守，群起造反的吴广等人向西攻占地盘，任意往来，李由不能阻止。章邯在击败并驱逐了吴广等人的军队之后，派到三川去调查的使者一个接着一个，并责备李斯身居三公之位，为何让盗贼猖狂到这种地步。李斯很是害怕，又看重爵位俸禄，不知如何是好，就曲意阿顺秦二世的心意，想求得宽容，便上书回答二世说：
夫贤主者，必且能全道而行督责之术者也，督责之，则臣不敢不竭能以徇其主矣。此臣主之分定，上下之义明，则天下贤不肖莫敢不尽心竭任以徇其君矣。是故主独制于天下而无所制也。能穷乐之极矣，贤明之主也，可不察焉。
故申子曰：“有天下而不恣睢，命之曰以天下为桎梏”者，无他焉，不能督责，而顾以其身劳于天下之民，若尧，禹然，故谓之“桎梏”也。夫不能修申、韩之明术，行督责之道，专以天下自适也，而徒务苦形劳神，以身徇百姓，则是黔首之役，非畜天下者也，何足贵哉！夫以人徇己，则己贵而人贱；以己徇人，则己贱而人贵。故徇人者贱，而人所徇者贵，自古及今，未有不然者也。凡古之所为尊贤者，为其贵也；而所为恶不尚者，为其贱也。而尧、禹以身徇天下者也，因随而尊之，则亦失所为尊贤之心矣，夫可谓大缪矣。谓之为“桎梏”，不亦宜乎？不能督责之过也。
故韩子曰“慈母有败子而严家无格虏”者，何也？则能罚之加焉必也。故商君法，刑弃灰于道者。夫弃灰，薄罪也，而被刑，重罚也。彼唯明主为能深督轻罪。夫罪轻且督深，而况有重罪乎？故民不敢犯也。是故韩子曰“布帛寻常，庸人不释，铄金百溢，盗跖不搏”者，非庸人之心重，寻常之利深，而盗跖之欲浅也；又不以盗跖之行，为轻百镒之重也。搏必随手刑，则盗跖不搏百镒；而罚不必行也，则庸人不释寻常。是故城高五丈，而楼季不轻犯也；泰山之高百仞，而跛牧其上。夫楼季也而难五丈之限，岂跛也而易百仞之高哉？峭堑之势异也。明主圣王之所以能久处尊位，长执重势，而独擅天下之利者，非有异道也，能独断而审督责，必深罚，故天下不敢犯也。今不务所以不犯，而事慈母之所以败子也，则亦不察于圣人之论矣。夫不能行圣人之术，则舍为天下役何事哉？可不哀邪！

且夫俭节仁义之人立于朝，则荒肆之乐辍矣；谏说论理之臣间于侧，则流漫之志诎矣；烈士死节之行显于世，则淫康之虞废矣。故明主能外此三者，而独操主术以制听从之臣，而修其明法，故身尊而势重也。凡贤主者，必将能拂世磨俗，而废其所恶，立其所欲，故生则有尊重之势，死则有贤明之谥也。是以明君独断，故权不在臣也。然后能灭仁义之涂，掩驰说之口，困烈士之行，塞聪掩明，内独视听，故外不可倾以仁义烈士之行，而内不可夺以谏说忿争之辩。故能荦然独行恣睢之心而莫之敢逆。若此然后可谓能明申、韩之术，而修商君之法。法修术明而天下乱者，未之闻也。故曰“王道约而易操”也。唯明主为能行之。若此则谓督责之诚，则臣无邪，臣无邪则天下安，天下安则主严尊，主严尊则督责必，督责必则所求得，所求得则国家富，国家富则君乐丰。故督责之术设，则所欲无不得矣。群臣百姓救过不给，何变之敢图？若此则帝道备，而可谓能明君臣之术矣。虽申、韩复生，不能加也。
这封答书上奏之后，秦二世看了非常高兴。于是实行督责愈加严厉，路上的行人，有一半是犯人，在街市上每天都堆积着刚杀死的人的尸体，而且杀人越多的越是忠臣。秦二世说：“像这样才可称的上实行督责了。”

### 判罪族灭
起初，赵高的滥杀无辜造成与很多人结怨，他害怕有人在秦二世面前揭露他的罪行，于是以“天子之所以尊贵，在于大臣只能听到他的声音，而不能见到他的面容，所以才自称为‘朕’”、“陛下还很年轻，未必什么事情都懂”为由劝秦二世不要上朝，以免将自己的缺点暴露给大臣，使皇帝显得不够圣明。他还劝秦二世深居宫中，与他和熟悉法律的侍中们在一起，等到公文呈上由他们批奏决定，这样皇帝可以纵情享乐，大臣们也不敢把疑难的事情呈报，天下的人就能称皇帝为圣明之主了。秦二世正耽于声色犬马，懒于处理政事，于是不再上朝，赵高独揽朝政。
赵高独揽朝政的行为招致了李斯等大臣的不满，赵高得知后怀恨在心，假意对李斯说：“现在函谷关以东的盗贼很多，而陛下却加紧遣发劳役修建阿房宫，搜集狗马等没用的玩物，我想劝谏但因为我的地位卑贱，可是您贵为丞相为何不劝谏呢？”李斯老早就想劝谏秦二世，但无奈秦二世常居深宫之中，想劝谏苦于无人传达，没有面见圣上的机会。赵高便在李斯面前推荐自己，说等皇帝一有空闲就立即通知他，可以趁机劝谏。赵高屡次趁秦二世在与美女玩乐的时候，派人转告李斯说陛下正好有空闲，可以进宫奏事。李斯于是就到宫门外求见，搞得秦二世大为扫兴，赵高趁机向秦二世进谗言说李斯在朝廷外权力比皇帝还大，他参与了沙丘密谋却因为地位待遇没有得到提高而心生不满，他真正的愿望是想裂土封王。赵高又诬陷担任三川郡郡守的李斯的长子李由与楚地的陈胜等人有旧交，当盗贼经过三川郡时，李由只是守城而不出击，又说他们之间有书信往来。秦二世于是派人调查李由与关东起义军勾结的情况。
李斯得知秦二世派人调查自己的消息后急忙上书弹劾赵高，指出赵高就是篡国弑君的子罕和田常，秦二世看到奏书后不以为然，并将调查李斯的任务交予赵高。赵高将李斯投入大牢，并将其亲属宾客全部逮捕，又派人拷打李斯近千下，李斯不堪酷刑被迫招供。但李斯没有自杀，他还想要通过上书打动秦二世。李斯在狱中上书说：
可道其罪，足以死歟？臣為秦相卅餘歲矣，逮秦之陝而王之約。始時，秦地方不過敷白里，兵不過數萬人。臣謹悉意壹智，陰行謀臣，齎之金玉，使遊諸侯。而陰脩甲兵，兵飭斗士，尊大臣，盈其爵禄。故終以脅韓而弱魏，又破趙而夷燕代，平齊楚，破屠其民，盡滅其國而虜其王，立秦為天子者，吾罪一矣。地非不足也，北馳胡幕，南入定巴蜀，入南海，擊大越，非欲有其王，以見秦之彊者，吾罪二矣。尊大臣，盈其爵祿，以固其身者，吾罪三矣。更刻晝斗桶，度量壹，文章布之天下，以樹秦之名者，吾罪四矣。立社稷，脩宗廟，以明主之賢者，吾罪五矣。治馳道，興遊觀，以見王之得志者，吾罪六矣。緩刑罰而薄賦斂，以見主之德，眾其惠，故萬民戴主，至死不忘者，吾罪七矣。若斯之爲人臣者，罪足以死久矣。上幸而盡其能力，以至於今。願上察視之！
李斯的奏书呈上之后，赵高让狱吏丢在一边不上报，恨恨地说：“囚犯怎能给皇帝上书？”赵高又派他的门客十多人假扮成秦二世委派的御史、谒者和侍中，轮流复审李斯。当李斯想翻供时，赵高就让人严刑拷打。后来秦二世果然派人去验证李斯的口供，李斯还以为是赵高的阴谋，不敢再翻供，在供词上承认了自己的罪状。赵高将判决书呈给秦二世，秦二世很高兴地说：“没有赵君，我几乎被丞相出卖了。”等到秦二世所派使者到达三川郡调查李斯的長子李由时，他已经被项羽杀死。当使者返回时，赵高就捏造了一整套李由谋反的罪状。
前208年陰曆七月，李斯受朝廷五刑傷殘，判決在咸阳街市腰斩酷刑。秦曆以十月為正月，過年後，冬季，趙高做了丞相，執行死刑李斯临死前回头对排行中间的儿子说：“我想和你再牵着黄狗一同出上蔡东门去打猎追逐狡兔，这又怎么能办得到呢？”回头问完儿子后可能感觉携子牵黄有些奢望，于是李斯随后又感叹到，“亦愿负薪入东门，行上蔡曲街径，不可得也！”（现在别说牵着狗去外面浪了），哪怕想背柴回家也是不可能了。当然李斯作为家长，往家背柴这种轻体力活更可能是小孩子做的事，所以后半句更可能是其“中子”的回答。然后与其子抱头大哭，李斯父子随后被杀，同时被诛灭三族。民間流傳李斯死前後悔說，「吾昔與韓非同游荀卿門下，而殺韓非，今若此，豈非天乎！」

## 評論
陸賈《新語》：「秦以刑罰為巢，故有覆巢破卵之患；以李斯、趙高為杖，故有頓仆跌傷之禍，何者？所任者非也…杖讒者滅，杖賊者亡。」
司馬遷：「知六艺之归，不务明政以补主上之缺，持爵禄之重，阿顺苟合，严威酷刑，听高邪说…人皆以斯极忠而被五刑死，察其本，乃与俗议之异。」

## 作品

### 著作
- 《諫逐客書》：抗議秦國驅逐移民者法令。
- 《苍颉篇》:南宋后失传，20世纪重新发现

### 石刻
《泰山刻石》、《瑯邪臺刻石》、《嶧山刻石》、《會稽刻石》等。

## 動漫形象
- 《天子傳奇2秦皇篇》
- 《天子傳奇3流氓天子》
- 《秦时明月》
- 《秦汉英雄传》

## 影視形象
- 1974年台灣中視電視劇《一代暴君》，葛香亭 飾
- 1986年香港ATV電視劇《秦始皇》，梁漢威 飾
- 2001年香港TVB電視劇《尋秦記》，陳國邦 飾
- 2001年中国大陸電視劇《乱世英雄吕不韦》，贾一平 飾
- 2007年中国大陸電視劇《秦始皇》，刘威 飾
- 2012年中国大陸電視劇《楚漢傳奇》，潘文柏 飾
- 2020年中国大陸電視劇《大秦赋》，李乃文 飾
- 2020年中国大陆电视纪录片《中国》第一季，李博 饰

## 延伸阅读
[在维基数据编辑]
 在维基文库阅读此作者作品（ 在维基共享资源阅览影像）
 《史記/卷087》，出自司馬遷《史記》